# 下新町 (金沢市)
下新町（しもしんちょう）は、石川県金沢市の町名。丁目を持たない単独町名であり、全域で住居表示実施済み。

## 小・中学校の学区
市立小・中学校に通う場合、学区は以下のとおりとなる。
| 番・番地等 | 小学校             | 中学校             |
| ---------- | ------------------ | ------------------ |
| 全域       | 金沢市立兼六小学校 | 金沢市立兼六中学校 |

## 隣接区域
- 橋場町

## 交通

### バス
町内にバス停はないが、付近に北鉄バスの橋場町バス停や西日本ジェイアールバスの橋場町・ひがし茶屋街バス停がある。

## 施設
- 泉鏡花記念館